# Pallacanestro Femminile Schio
Pallacanestro Femminile Schio is een professionele basketbalclub uit Schio, Italië die uitkomt in de Lega Basket Serie A.

## Geschiedenis
Pallacanestro Femminile Schio is opgericht in 1973. Ze werden dertien keer Landskampioen van Italië in 2005, 2006, 2008, 2011, 2013, 2014, 2015, 2016, 2018, 2019, 2022, 2023 en 2025. Ze wonnen de Italiaanse beker zestien keer in 1996, 1999, 2004, 2005, 2010, 2011, 2013, 2014, 2015, 2017, 2018, 2021, 2022, 2023, 2024 en 2025. Ook wonnen ze de Italiaanse supercup dertien keer in 2005, 2006, 2011, 2012, 2013, 2014, 2015, 2016, 2017, 2018, 2019, 2021 en 2022. In 2001 won het team de Ronchetti Cup door in de finale te winnen van Botaş SK uit Turkije met een totaalscore over twee wedstrijden van 160-145. In 2002 won het team voor de tweede keer de Ronchetti Cup. Ze wonnen in de finale van Tarbes Gespe Bigorre uit Frankrijk met een totaalscore over twee wedstrijden van 150-143. In 2008 won het team de EuroCup Women. Ze wonnen in de finale van BK Moskou uit Rusland met een totaalscore over twee wedstrijden van 165-136.

## Erelijst
- Landskampioen Italië: 13
  - Winnaar: 2005, 2006, 2008, 2011, 2013, 2014, 2015, 2016, 2018, 2019, 2022, 2023, 2025
  - Tweede: 1995, 1998, 1999, 2000, 2002, 2010, 2012, 2017, 2021, 2024

- Bekerwinnaar Italië: 16
  - Winnaar: 1996, 1999, 2004, 2005, 2010, 2011, 2013, 2014, 2015, 2017, 2018, 2021, 2022, 2023, 2024, 2025
  - Runner-up: 1995, 1997, 2000, 2002, 2012, 2016

- Supercupwinnaar Italië: 13
  - Winnaar: 2005, 2006, 2011, 2012, 2013, 2014, 2015, 2016, 2017, 2018, 2019, 2021, 2022
  - Runner-up: 1996, 1999, 2004, 2008, 2010, 2020, 2023, 2024

- EuroCup Women: 1
  - Winnaar: 2008

- Ronchetti Cup: 2
  - Winnaar: 2001, 2002

## Bekende (oud)-spelers
- Kathrin Ress
- Penny Taylor
- Jelena Karpova
- Svetlana Koeznetsova
- Janel McCarville
- Allie Quigley
- Kim Mestdagh
- Marlous Nieuwveen
- Trisha Fallon
- Sandrine Gruda
- Audrey Sauret

## Bekende (oud)-coaches
- Aldo Corno
- Miguel Méndez

## Sponsornamen
- 1973-1974: Luma Schio
- 1974-1984: Ufo Schio
- 1984-1987: Lanerossi Schio
- 1988-2008: Famila Schio
- 2008-heden: Famila Wüber Schio